# Homemade Dynamite
Pistes de Melodrama
Sober (en)
(2) The Louvre (en)
(4)
Homemade Dynamite est une chanson de l'auteure-compositrice-interprète néo-zélandaise Lorde. Elle est extraite de son deuxième album studio Melodrama qui est sorti le 16 juin 2017. Un remix featuring Khalid, Post Malone et SZA sort le 14 septembre 2017.

## Remix
Singles par Lorde
Perfect Places
(2017)
Singles par Khalid
Silence (en)
(2017) Saved
(2017)
Singles par Post Malone
Congratulations
(2017) Rockstar
(2017)
Singles par SZA
What Lovers Do
(2017) The Weekend
(2017)
Après avoir interprété Homemade Dynamite durant la cérémonie des MTV Video Music Awards 2017, Lorde poste sur son compte Instagram une photo d'elle et Khalid qu'elle légende de vingt-et-un astérisques qui signifient « Homemade Dynamite Remix ». Elle ajoute quatre émojis représentant des astronautes pour indiquer que le remix sera interprété par quatre artistes. Le 13 septembre 2017, la chanteuse annonce que le single sortira le lendemain et révèle que les trois artistes en featuring sont Khalid, Post Malone et SZA. Ils interprètent un nouveau couplet chacun ; l'introduction et l'instrumentale (en) sont les mêmes que dans la version originale.
Aux États-Unis, Homemade Dynamite atteint la 92e place du Billboard Hot 100 après la publication du remix avec 5,9 millions de streams et 10 000 ventes digitales.

## Classements et certifications

### Classements hebdomadaires

#### Version originale
| Classement (2017)                              | Meilleure position |
| ---------------------------------------------- | ------------------ |
| Autriche (Ö3 Austria Top 40)                   | 71                 |
| Belgique (Flandre Ultratip Bubbling Under 100) | 5                  |
| Belgique (Wallonie Ultratip Bubbling Under 50) | 3                  |
| Canada (Digital Songs)                         | 32                 |
| États-Unis (Alternative Digital Song Sales)    | 5                  |
| États-Unis (Pop Digital Song Sales)            | 23                 |
| Irlande (Irish Singles Chart)                  | 61                 |
| Nouvelle-Zélande (RMNZ)                        | 13                 |
| Portugal (AFP)                                 | 68                 |
| Tchéquie (IFPI Singles Digitál)                | 46                 |
| Royaume-Uni (UK Singles Chart)                 | 82                 |
| Slovaquie (IFPI Rádio)                         | 46                 |
| Suède (Sverigetopplistan)                      | 84                 |

#### Remix
| Classement (2017)         | Meilleure position |
| ------------------------- | ------------------ |
| Australie (ARIA)          | 23                 |
| Canada (Hot 100)          | 54                 |
| États-Unis (Hot 100)      | 92                 |
| Pays-Bas (Single Top 100) | 92                 |
| Nouvelle-Zélande (RMNZ)   | 20                 |

### Certifications
| Région | Certification | Ventes/Streams |
| --- | ------------- | -------------- |
| Australie (ARIA) | 2 × Platine   | 140 000^       |
| Canada (Music Canada) | Platine       | 80 000‡        |
| Nouvelle-Zélande (RMNZ) | Or            | 15 000*        |
| *Ventes selon la certification ^Mise en rayon selon la certification xNon précisé par la certification ‡ventes/streaming selon la certification |               |                |